# Juan C. Bonilla
Juan C. Bonilla là một đô thị thuộc bang Puebla, México. Năm 2005, dân số của đô thị này là 14814 người.